# Caryocolum vicinella
Caryocolum vicinella – gatunek motyla z rodziny skośnikowatych i podrodziny Gelechiinae. Zamieszkuje Europę od Półwyspu Iberyjskiego po Ural. Roślinami pokarmowymi gąsienic są przedstawiciele rodziny goździkowatych.

## Taksonomia
Gatunek ten opisany został po raz pierwszy w 1851 roku przez Johna Williama Douglasa pod nazwą Gelechia vicinella. Jako miejsce typowe ustalono Irlandię. W 1870 roku Hermann von Heinemann przeniósł ów gatunek do rodzaju Lita. W 1901 roku Pierre Chrétien opisał z Francji gatunek Lita inflatella. W 1925 roku Edward Meyrick oba te gatunki umieścił w rodzaju Phthorimaea. W 1953 roku Josef Wilhelm Klimesch zsynonimizował G. vicinella z L. inflatella i przeniósł go do rodzaju Gnorimoschema. W 1958 roku w obrębie tegoż rodzaju wyróżniony został przez Františka Gregora Jr i Dalibor Povolnego podrodzaj Gnorimoschema (Caryocolum), do którego trafił omawiany takson. Do rangi rodzaju Caryocolum wyniósł ów podrodzaj w 1958 roku László Anthony Gozmány. W 1964 roku Klaus Sattler zauważył, że to epitet vicinella ma priorytet, w związku z czym wyznaczył dla C. vicinella lektotyp i zsynonimizował C. inflatella z C. vicinella.
W 1988 roku Peter Huemer przy okazji rewizji rodzaju Caryocolum na podstawie morfologicznej analizy kladystycznej zaliczył C. vicinella do grupy gatunków alsinella wraz z C. albifaciella, C. alsinella, C. anatolicum, C. bosalella i C. viscariella.

## Morfologia

### Owad dorosły
Samce osiągają od 5,5 do 7 mm, a samice od 6 do 7 mm długości skrzydła przedniego.
Głowa jest czarniawa ze srebrzyście połyskującym czołem. Czułki są pozbawione grzebykowania. Głaszczki wargowe są odgięte, trójczłonowe, o członie drugim białawym z białym i brązowym nakrapianiem oraz ciemnobrązowej powierzchni zewnętrznej, członie trzecim zaś nieco od niego krótszym i czarniawym. Aparat gębowy ma ponadto dobrze wykształconą, prawie tak długą jak głaszczki wargowe ssawkę oraz czteroczłonowe głaszczki szczękowe.
Tułów wraz z tegulami ma barwę ciemnobrązową. Przednie skrzydła mają ciemnobrązowe tło, a na nim dwie białe plamki klinowate w 1/5 i połowie długości, z których to odsiebna bywa ciemnobrązowoszaro nakrapiana. Białe plamki kostalna i tornalna są niepołączone.
Genitalia samca mają szeroki unkus, słabo wykształconą i pozbawioną kolców zawieszkę, długą, smukłą, palcowatą z lekko zakrzywionym wierzchołkiem walwę, długi z poszerzeniem w wierzchołkowej ⅓ i zaokrąglonym szczytem, kciukowaty, lekko wklęśnięty na odsiebno-brzusznej krawędzi sakulus, smukły sakus, parę długich, igłowatych sklerotyzacji na anellusie oraz smukły edeagus z licznymi, drobnymi cierniami na szczycie. Tylna krawędź winkulum ma duży, garbiasty wyrostek boczny i parę wyrostków środkowych, wydzielonych głębokim wcięciem środkowym i parą płytkich wcięć środkowo-bocznych.
Odwłok samicy ma ósmy segment pozbawiony wyrostków, zaopatrzony w parę wąskich fałd brzusznośrodkowych, zbiegających ku jego tylnej krawędzi. Gonapofizy tylne są około sześciokrotnie dłuższe od tego segmentu. Przedsionek genitaliów jest krótki, lejkowaty. Przewód torebki kopulacyjnej ma parę wąskich sklerotyzacji bocznych oraz dwa drobne skleryty na przedzie. Korpus torebki od wewnątrz porastają liczne mikrotrichia. Znamię torebki jest duże, przysadziste, silnie zakrzywione hakowato, o przeciętnie szerokiej podstawie.

### Larwa
Gąsienica ma zielone ciało z czarną głową, rudobrązowym z czarnym wierzchem przedtułowiem i małymi, czarnymi pinakulami.

## Ekologia i występowanie

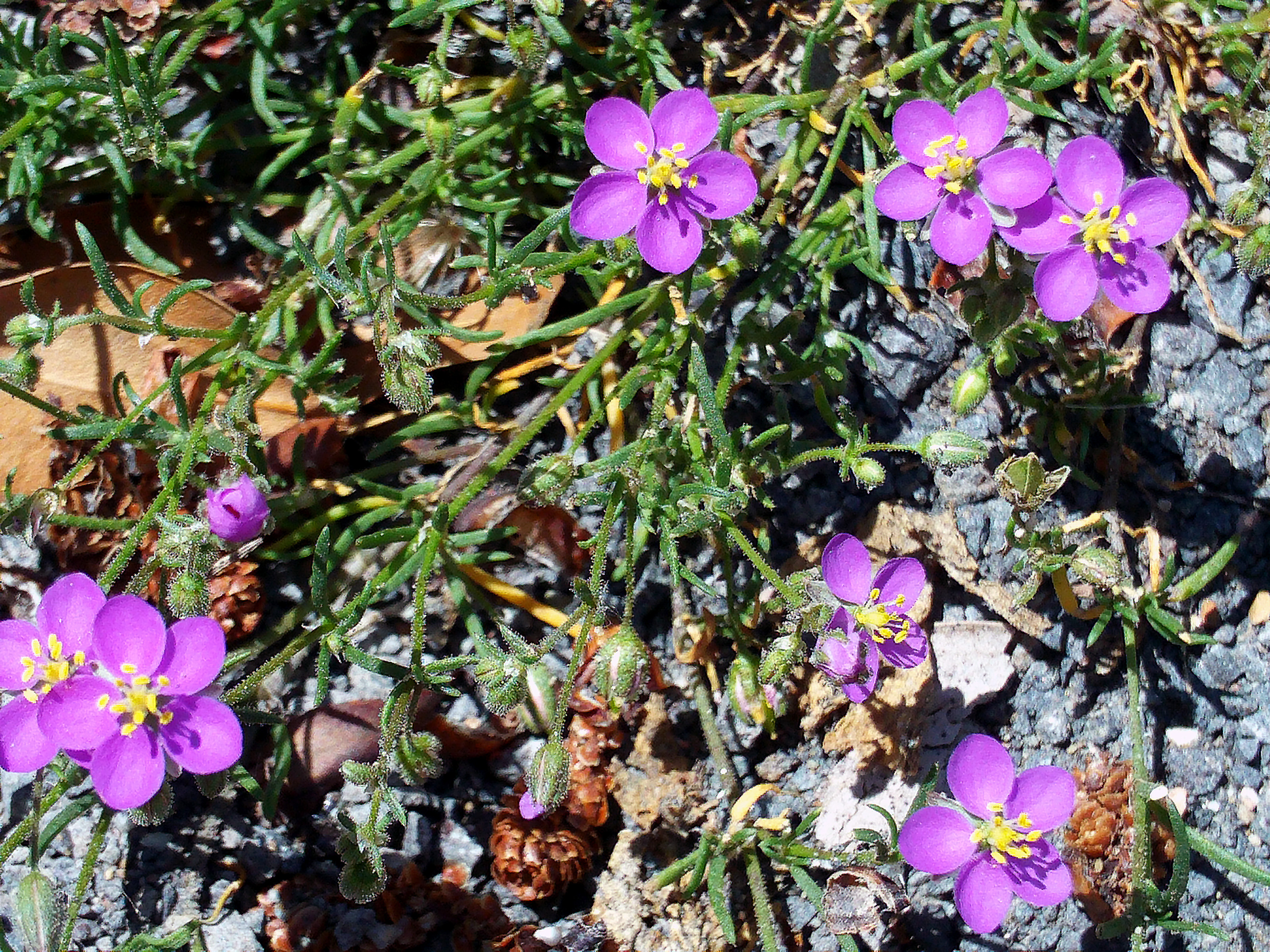
Muchotrzew polny, jedna z roślin żywicielskich gąsienic

Skośnikowaty ten występuje do rzędnych 2500 m n.p.m. Spotykany jest głównie na kamienistych pobrzeżach cieków i piargach. Gąsienice żerują w drugiej połowie kwietnia, maju i czerwcu. Przynajmniej początkowo są endofitofagami i wdrążając się do wnętrza rośliny. Młode larwy najprawdopodobniej minują liście (endofoliofagi). Starsze larwy, według różnych autorów, minują łodygę lub żerują wewnątrz oprzędów na pędach roślin żywicielskich. Owady dorosłe latają od środka lipca do środka września, aczkolwiek w hodowlach opuszczać poczwarki potrafią już pod koniec czerwca.
Oligofag. Roślinami pokarmowymi gąsienic są muchotrzew polny, gwiazdnica pospolita, rogownica polna, lepnica rozdęta, lepnica zwisła, lepnica nadmorska, goździcznik skalnicowy, firletka alpejska i smółka pospolita. Spotykane w literaturze doniesienia o żerowaniu na goździku kartuzku wynikają z błędnego oznaczenia motyla.
Owad palearktyczny. Znany jest z Hiszpanii, Irlandii, Wielkiej Brytanii, Francji, Holandii, Niemiec, Szwajcarii, Austrii, Włoch (w tym z Sycylii), Danii, Szwecji, Norwegii, Finlandii, Estonii, Łotwy, Litwy, Polski, Czech, Słowacji, Węgier, Białorusi, Ukrainy, Rumunii, Słowenii, Serbii i Rosji, gdzie na wschód sięga Uralu.